# Vicente Ribas Prats
Vicente Ribas Prats (San Antonio Abad, 12 de mayo de 1968) es un eclesiástico católico español. Es el obispo de Ibiza.

## Biografía

### Sacerdocio
Tras recibir su formación teológica en el Seminario Metropolitano de Valencia y en el Pontificio Instituto Juan Pablo II, fue ordenado presbítero el 12 de octubre de 1996.

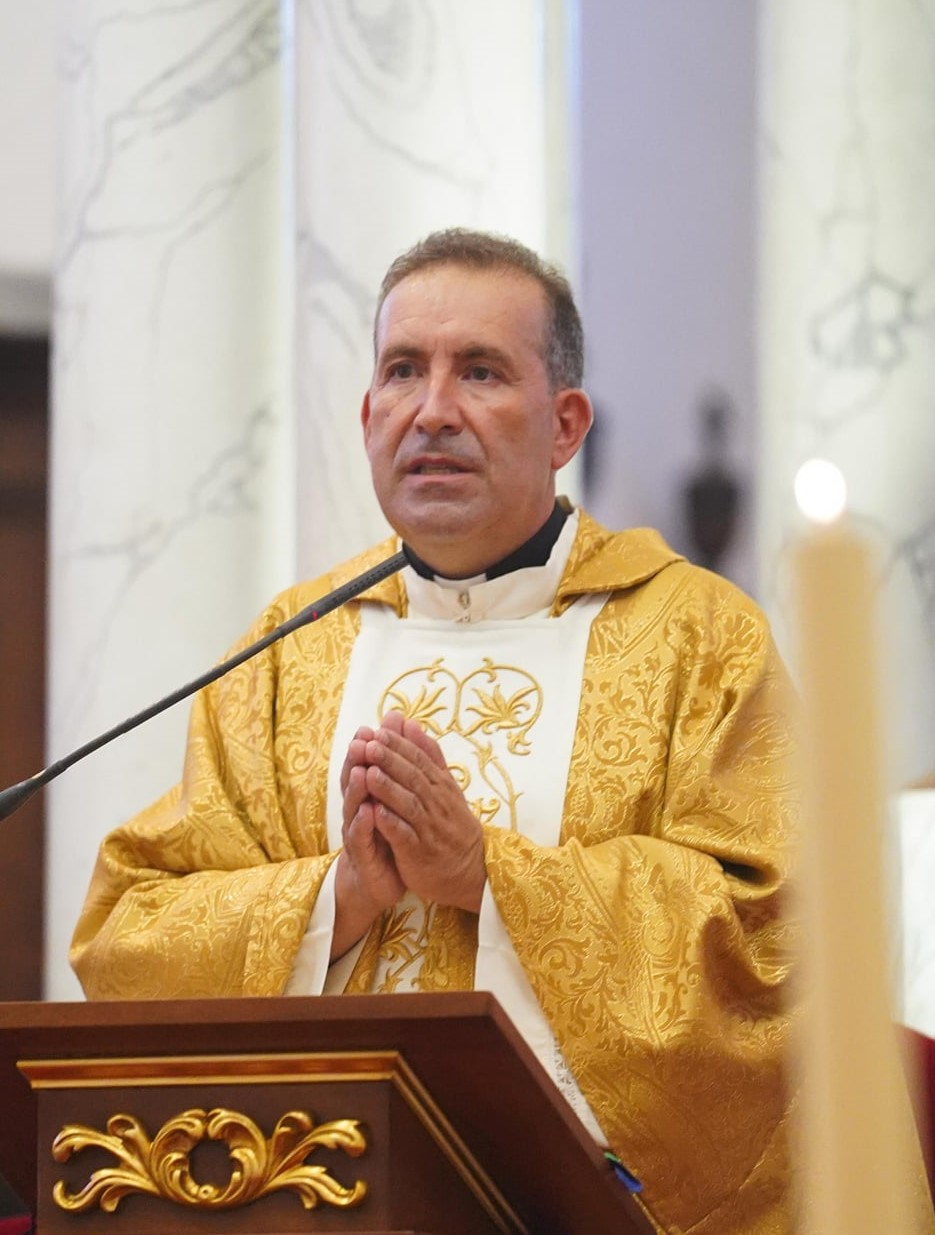
Ribas en 2021.

Desde entonces desarrolló su ministerio pastoral en la diócesis ibicenca, ocupando diversos cargos: vicario parroquial de la Santa Cruz de Ibiza (1996 y 2000); párroco de Santa Gertrudis de Fruitera, de San Miguel de Balanzat y de San Mateo de Aubarca (2000-2006); capellán y profesor del Colegio Sa Real y delegado de Pastoral Vocacional (2001); párroco de San Miguel, miembro del colegio de consultores y arcipreste de Santa Eulalia (2006); párroco de Santa Eulalia del Río y de San Mateo (2008), canónigo de la catedral (2009) y vicario general de la diócesis (2010). El 4 de febrero de 2020 fue elegido administrador diocesano de Ibiza, tras el traslado de monseñor Vicente Juan Segura a la archidiócesis de Valencia, cargo que ha compaginado con el de párroco en Santa Eulalia del Río y San Mateo de Aubarca.

### Episcopado
El 13 de octubre de 2021, el papa Francisco lo nombró obispo de Ibiza y Formentera. La consagración episcopal y toma de posesión de la diócesis tuvo lugar el 4 de diciembre de 2021 en el Recinto Ferial de Ibiza.
En la Conferencia Episcopal Española es, desde abril de 2022, responsable del Departamento de Pastoral de la Salud de la Comisión Episcopal para la Pastoral Social y Promoción Humana. Anteriormente ha sido también miembro de la Comisión Episcopal para la Vida Consagrada (2022-2024).